# ازدواج همجنس در نیوجرسی

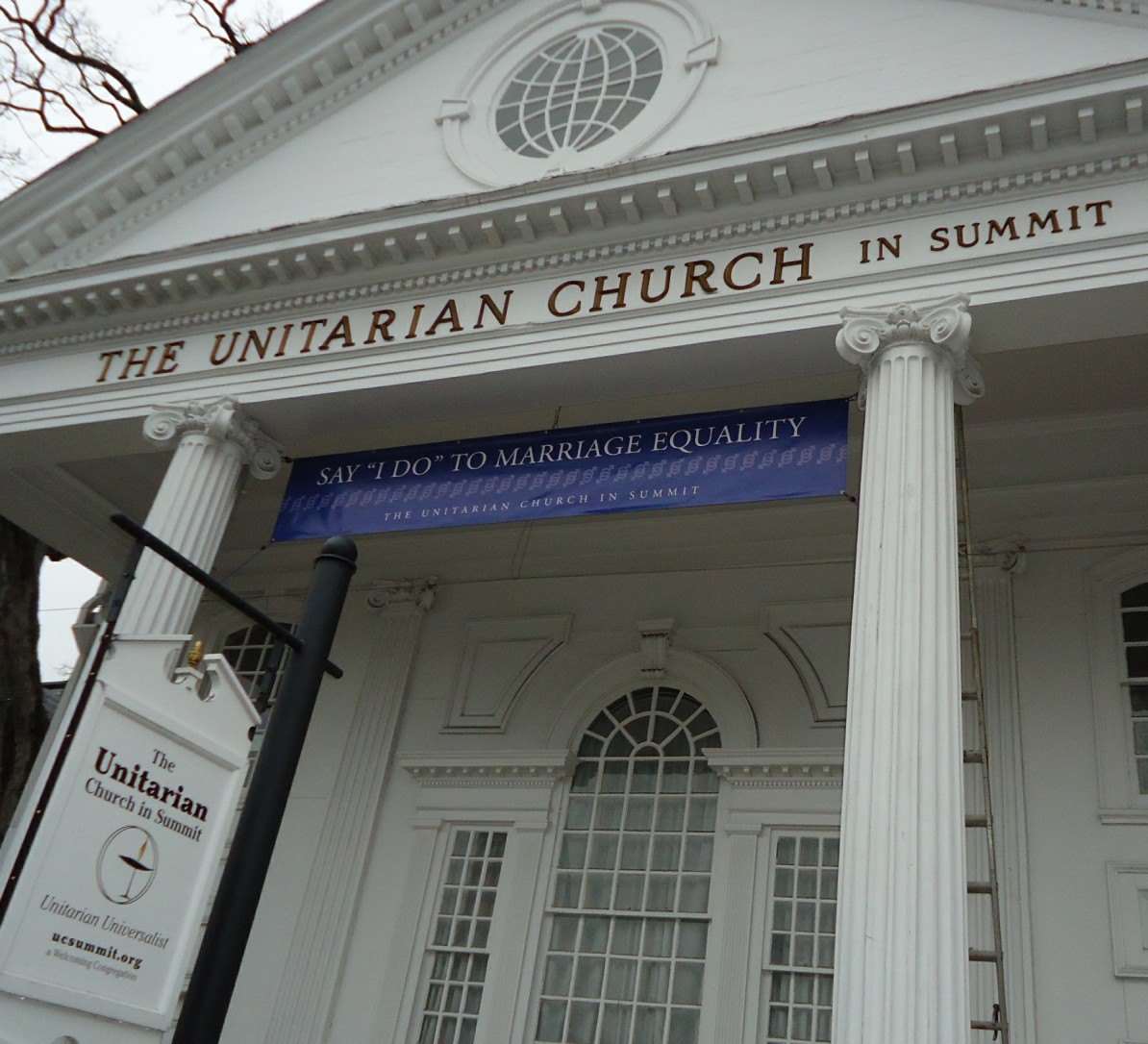
کلیسایی که ازدواج همجنسی در آن انجام شد

ازدواج همجنس در نیوجرسی از ۲۱ اکتبر ۲۰۱۳ قانونی شده‌است. نیوجرسی چهاردهمین ایالت آمریکا می‌باشد که ازدواج همجنس را قانونی کرده‌است.

## تاریخچه

### اتحاد مدنی
دادگاه عالی نیوجرسی در سال ۲۰۰۶ اتحاد مدنی همجنس را قانونی اعلام کرد. اما اتحاد مدنی تمام حقوقی که زوج‌های دگرجنس‌گرا از آن بهره‌مند بودند را برای زوج‌های همجنس را فراهم نمی‌کرد. آنان از برخی حقوق مانند تخفیف‌های مالیاتی یا خدمات تأمین اجتماعی محروم بودند.

### ازدواج
در دسامبر ۲۰۰۸ جان کورزاین فرماندار نیوجرسی، اعلام کرد که اتحاد مدنی موجب نابرابری همجنس‌گرایان و دگرجنس‌گرایان شده و او حاضر است قانون ازدواج همجنس را امضا کند. کورزاین قانونگذاران را تشویق کرد که برای قانونی‌سازی ازدواج همجنس تلاش کنند.
در فوریه ۲۰۱۲ مجلس (با ۴۲ رأی موافق) و سنا (با ۲۴ رأی موافق) پیش‌نویس قانون ازدواج همجنس را تصویب کردند. اما در ۱۷ فوریه ۲۰۱۲ کریس کریستی، فرماندار جمهوری‌خواه ایالت، حاضر به امضای پیش‌نویس قانون نشد و آن را وتو کرد. در آن زمان قانونگذاران تصمیم داشتند که وتوی کریستی را لغو کنند اما آن‌ها برای اینکار نیاز به ۵۴ رأی در مجلس و ۲۷ رأی در سنا داشتند.
دادگاه عالی نیوجرسی در ۱۸ اکتبر ۲۰۱۳ ازدواج همجنس در این ایالت را قانونی اعلام کرد و درخواست فرماندار مبنی بر تأخیر در روند قانونی‌سازی را نادیده گرفت. این قانون از ۲۱ اکتبر ۲۰۱۳ اجرا شد و نخستین ازدواج‌های همجنس در نیوجرسی برگزار گردیدند.